# Gerard van Velde
Gerard Pieter Hendrik van Velde (ur. 30 listopada 1971 w Wapenveld) – holenderski łyżwiarz szybki, złoty medalista olimpijski i dwukrotny wicemistrz świata.

## Kariera
Największy sukces w karierze Gerard van Velde osiągnął w 2002 roku, kiedy podczas igrzysk olimpijskich w Salt Lake City zdobył złoty medal na dystansie 1000 m, bijąc przy tym rekord globu. W zawodach tych wyprzedził bezpośrednio swego rodaka Jana Bosa oraz Joeya Cheeka z USA. Na tych samych igrzyskach był czwarty w biegu na 500 m, przegrywając walkę o medal z Amerykaninem Kipem Carpenterem. Czwarte miejsce, tym razem na 1000 m, zajął także na igrzyskach w Albertville w 1992 roku, gdzie w walce o medal lepszy był Japończyk Yukinori Miyabe. W 2003 roku wystartował na mistrzostwach świata na dystansach w Berlinie, gdzie zajął drugie miejsce za Erbenem Wennemarsem. W tym samym roku srebrny medal wywalczył też podczas mistrzostw świata w wieloboju sprinterskim w Calgary, gdzie pokonał go tylko Kanadyjczyk Jeremy Wotherspoon.
Wielokrotnie stawał na podium zawodów Pucharu Świata, odnosząc przy tym sześć zwycięstw. W 2002/2003 i 2003/2004 był drugi, a w sezonach 1995/1996 i 2004/2005 zajmował trzecie miejsce w klasyfikacji końcowej na 1000 m.

### Mistrzostwa świata
- Mistrzostwa świata w wieloboju sprinterskim
  - srebro – 2003